# Carlos Fariñas
Carlos Fariñas, né le 28 novembre 1934 à Cienfuegos (Las Villas) et mort le 14 juillet 2002 à La Havane, est un compositeur cubain.

## Biographie
Carlos Fariñas Cantero étudie au Conservatoire de La Havane avec José Ardévol et Harold Gramatges,,. En 1956, il suit un cours d'été au Centre de Tanglewood dans le Massachusetts aux États-Unis avec Aaron Copland (composition) et Eleazar de Carvalho (chef d'orchestre),,. De 1961 à 1963, il est l'élève d'Alexandre Piroumov au Conservatoire Tchaïkovski de Moscou,,. De 1963 à 1967, il enseigne au Conservatorio Alejandro García Caturla à La Havane, puis, de 1967 à 1977, il est directeur du département de musique de la Biblioteca Nacional de Cuba,. De 1975 à 1977, il a séjourné à Berlin en tant que boursier du Deutscher Akademischer Austauschdienst.
Représentant de l'avant-garde musicale à Cuba, il s'intéresse aux nouvelles techniques de composition. Il s'est inspiré de la musique indigène afro-cubaine, qu'il a combinée avec de la musique électronique et des sons traités par ordinateur. En 1978, il devient professeur à l'Instituto Superior de Arte de Cuba à La Havane, où il crée en 1989 l'Estudio de Música Electroacustica y por Computadoras.

## Sélection de quelques œuvres
- Muros, rejas y vitrales pour orchestre
- Atanos y Tres sones sencillos pour piano
- Canción Triste pour guitare solo
- Oda a Camilo
- Despertar (ballet)
- Sonata para violín y violonchelo
- Cuartetos de cuerda
- Tientos (Prix de la Biennale des Jeunes Compositeurs de Paris, 1970)
- Diálogos
- Relieves
- Hecho historia (ballet)
- In Rerum Natura
- El Bosque ha echado a andar
- Punto y tonadas, pour orchestre à cordes